# Macrolíngua
Macrolíngua (do inglês macrolanguage), em linguística, é uma categoria introduzida pela norma internacional ISO-639. Geralmente designa uma língua que existe em forma de diferentes variedades, não necessariamente mutuamente inteligíveis, mas que por certas razões são consideradas formas dialetais de uma mesma língua. Em sentido linguístico, muitas vezes refere-se a um grupo de várias línguas estritamente aparentadas sem ter a cada uma um nome específico e que por motivos culturais, religiosos e outros consideram-se uma única língua.
Algumas vezes emprega-se o termo referindo-se a diglossia: quando existem várias falas derivadas de uma língua mais antiga ou «clássica», mas que esta segue estando em uso para facilitar a comunicação entre os falantes das variedades populares. São macrolíngua, por exemplo: o árabe, o chinês, o quíchua, o náuatle, o sardo e várias línguas indígenas do mundo. As macrolíngua são registadas e catalogadas pela organização SIL International. O conceito de macrolíngua pode ser comparado com o conceito sociolinguístico de Dachsprache.
Existem cinquenta e seis códigos de língua em ISO 639-2 que são considerados ser macrolínguas em ISO 639-3.  A utilização desta categoria de macrolínguas foi aplicada em  Ethnologue, a partir da 16ª edição.

## Lista de macrolíngua

Dialectos árabes.

Dialectos chineses.

Distribuição geográfica das principais divisões da família quechua.

Mapa dialectal do inuktitut.

Esta lista só inclui dados específicos do SIL:
| ISO 639-1 | ISO 639-2 | ISO 639-3 | Número de variantes ininteligíveis | Nome da macrolíngua                           |
| --------- | --------- | --------- | ---------------------------------- | --------------------------------------------- |
| ak        | aka       | aka       | 2                                  | idioma acã                                    |
| ar        | ara       | ara       | 30                                 | idioma árabe                                  |
| ai        | aym       | aym       | 2                                  | idioma aimara                                 |
| az        | aze       | aze       | 2                                  | idioma azeri                                  |
| (-)       | bal       | bal       | 3                                  | idioma baluchi                                |
| (-)       | bik       | bik       | 5                                  | língua bikol                                  |
| (-)       | bua       | bua       | 3                                  | idioma buriato                                |
| (-)       | chm       | chm       | 2                                  | idioma mari (Rússia)                          |
| cr        | cre       | cre       | 6                                  | idioma crê                                    |
| (-)       | del       | del       | 2                                  | idioma delaware                               |
| (-)       | den       | den       | 2                                  | idioma slave (línguas atabascanas)            |
| (-)       | din       | din       | 5                                  | idioma dinka                                  |
| (-)       | doi       | doi       | 2                                  | idioma dogri (macro)                          |
| fa        | fas/per   | fas       | 2                                  | idioma persa                                  |
| ff        | ful       | ful       | 9                                  | idioma fula                                   |
| (-)       | gba       | gba       | 5                                  | idioma gbaya (RCF)                            |
| (-)       | gon       | gon       | 2                                  | idioma gondi                                  |
| (-)       | grb       | grb       | 5                                  | idioma grebo                                  |
| gn        | grn       | grn       | 5                                  | idioma guarani                                |
| (-)       | hai       | hai       | 2                                  | idioma haida                                  |
| (-)       | (-)       | hbs       | 3                                  | idioma servo-croata                           |
| (-)       | hmn       | hmn       | 21                                 | idioma hmong                                  |
| iu        | iku       | iku       | 2                                  | idioma inuktitut                              |
| ik        | ipk       | ipk       | 2                                  | idioma inupiaq                                |
| ja        | jpn       | jpn       | 7                                  | línguas japonesas                             |
| (-)       | jrb       | jrb       | 5                                  | línguas judeo-arábicas                        |
| kr        | kau       | kau       | 3                                  | idioma kanuri                                 |
| (-)       | kok       | kok       | 2                                  | idioma konkani (genérico)                     |
| kv        | kom       | kom       | 2                                  | idioma komi                                   |
| kg        | kon       | kon       | 3                                  | idioma kongo                                  |
| (-)       | kpe       | kpe       | 2                                  | idoma kpelle                                  |
| ku        | kur       | kur       | 3                                  | idioma curdo                                  |
| (-)       | lah       | lah       | 8                                  | idioma lahnda                                 |
| (-)       | man       | man       | 7                                  | idioma mandinga                               |
| mg        | mlg       | mlg       | 10                                 | Idioma malgaxe                                |
| (-)       | mix       | mix       | 4                                  | idioma mixe                                   |
| mn        | mon       | mon       | 2                                  | idioma mongol                                 |
| ms        | msa/may   | msa       | 13                                 | idioma malayo (genérico)                      |
| (-)       | mwr       | mwr       | 6                                  | idioma marwari                                |
| (-)       | nah       | nah       | 28                                 | idioma náuatle                                |
| no        | nor       | nor       | 2                                  | idioma norueguês                              |
| oc        | oci       | oci       | 5                                  | idioma occitano (pós 1500); idioma provincial |
| oj        | oji       | oji       | 7                                  | idioma ojibwa                                 |
| om        | orm       | orm       | 4                                  | idioma oromo                                  |
| ps        | pus       | pus       | 3                                  | idioma pastó                                  |
| qu        | que       | que       | 44                                 | línguas quechuas                              |
| (-)       | raj       | raj       | 6                                  | idioma rayastani                              |
| (-)       | rom       | rom       | 7                                  | idioma romani                                 |
| sq        | sqi/alb   | sqi       | 4                                  | idioma albanês                                |
| sc        | srd       | srd       | 4                                  | idioma sardo                                  |
| sw        | swa       | swa       | 2                                  | idioma suaíli                                 |
| (-)       | syr       | syr       | 2                                  | idioma siríaco                                |
| (-)       | tmh       | tmh       | 4                                  | idioma tamasheque                             |
| uz        | uzb       | uzb       | 2                                  | idioma uzbeque                                |
| yi        | yid       | yid       | 2                                  | idioma yidis                                  |
| (-)       | zap       | zap       | 58                                 | idioma zapoteca                               |
| za        | zha       | zha       | 2                                  | idioma zhuang                                 |
| zh        | zho/chi   | zho       | 13                                 | idioma chinês                                 |